# Onthophagus pugionatus
Onthophagus pugionatus är en skalbaggsart som beskrevs av Fahraeus 1857. Onthophagus pugionatus ingår i släktet Onthophagus och familjen bladhorningar. Inga underarter finns listade i Catalogue of Life.